# Верхня Шарденьга
Верхня Шарде́ньга (рос. Верхняя Шарденьга) — село у складі Великоустюзького району Вологодської області, Росія. Входить до складу Усть-Алексієвського сільського поселення.

## Населення
Населення — 161 особа (2010; 209 у 2002).
Національний склад (станом на 2002 рік):
- росіяни — 97 %